# Suwaru (Bandung)
Suwaru is een bestuurslaag in het regentschap Tulungagung van de provincie Oost-Java, Indonesië. Suwaru telt 1794 inwoners (volkstelling 2010).